# Gawrila Gawrilowitsch Solodownikow
Gawrila Gawrilowitsch Solodownikow (russisch Гаврила Гаврилович Солодовников; * 1826 in Serpuchow; † 21. Maijul. / 3. Juni 1901greg. in Moskau) war ein russischer Kaufmann, Unternehmer, Philanthrop und Mäzen.

## Leben
Solodownikows Vater Gawrila Petrowitsch Solodownikow war ein Kaufmann der 3. Gilde in Serpuchow und handelte mit Papierwaren auf Jahrmärkten. Gawrila Solodownikow hatte vier Geschwister. Er arbeitete in den Läden seines Vaters und führte nur Hilfsarbeiten durch, so dass er mangels Zeit nicht lernte, zu schreiben und seine Gedanken auszudrücken.
Nach dem Tode seines Vaters ging Solodownikow mit seinem Erbteil nach Moskau und war dort so erfolgreich, dass er als noch nicht Zwanzigjähriger Kaufmann der 1. Gilde wurde. Mit noch nicht 30 Jahren hatte er das erbliche Ehrenbürgerrecht erhalten, und mit noch nicht 40 Jahren war er Multimillionär, wobei seine Geschäfte nicht immer sehr ordentlich waren. Seine Sparsamkeit war Gegenstand vieler Anekdoten. Große öffentliche Heiterkeit erregte der gegen ihn angestrengte Prozess seiner zivil angetrauten Frau Kukolewskaja, die ihm einige Kinder geboren hatte.

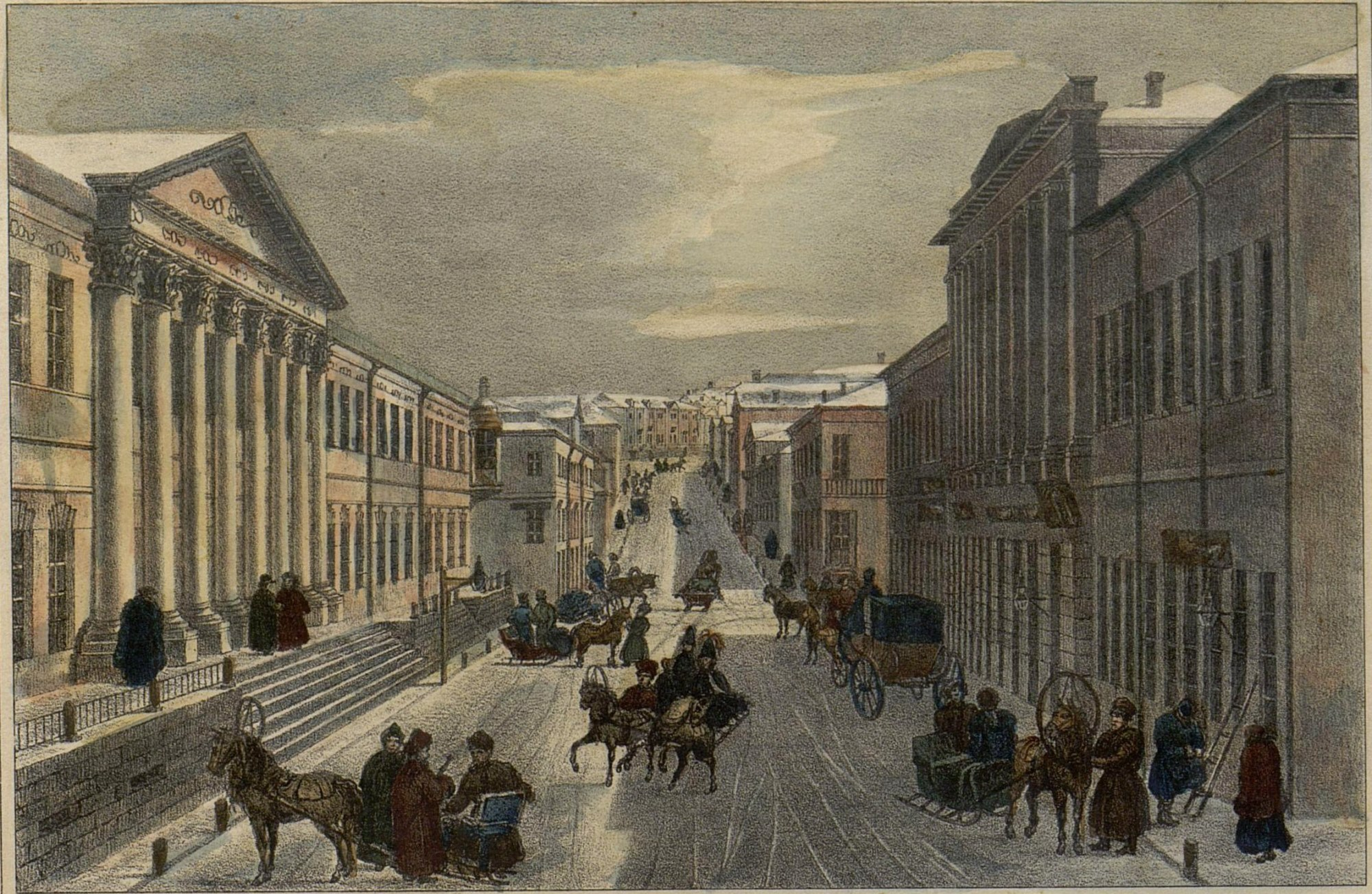
Kusnezki Most mit Tatischtschews Haus rechts (August Cadol, 1834)

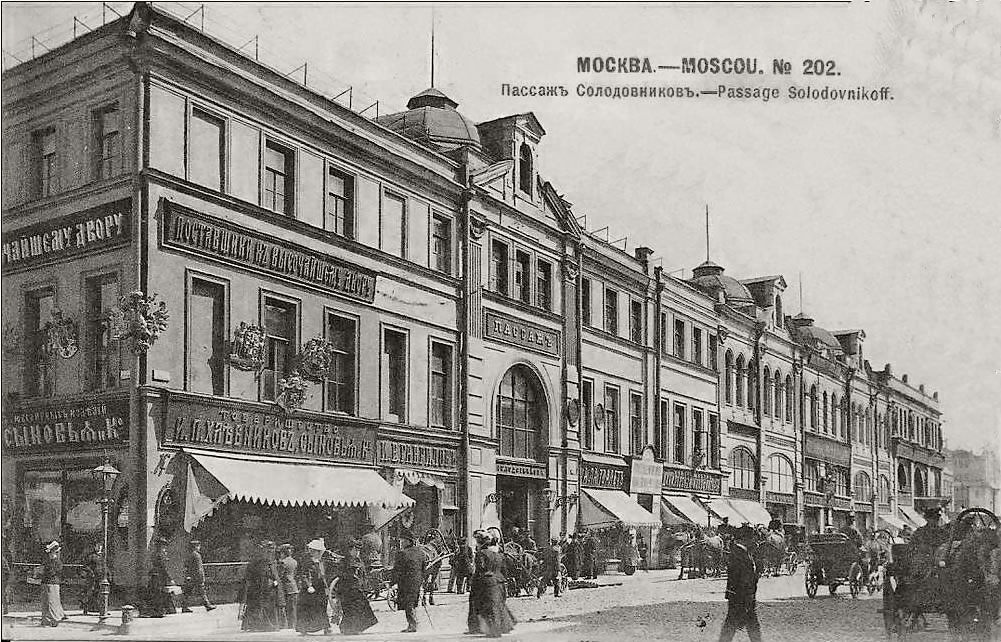
Front der Solodownikow-Passage am Neglinny Projesd

1862 erwarb Solodownikow unter Hintergehung seines Geschäftspartners Usskow für eine halbe Million Rubel in Moskau ein Passagegebäude am Kusnezki Most, das er sogleich umbaute und in dem er sogar einen kleinen Theatersaal einrichtete. Dazu gehörte auch das 1821–1823 erbaute Tatischtschew-Haus. Die Solodownikow-Passage gehörte bis 1941 zu den zentralen Geschäftszentren in Moskau, als sie im Deutsch-Sowjetischen Krieg von einer deutschen Bombe getroffen wurde.

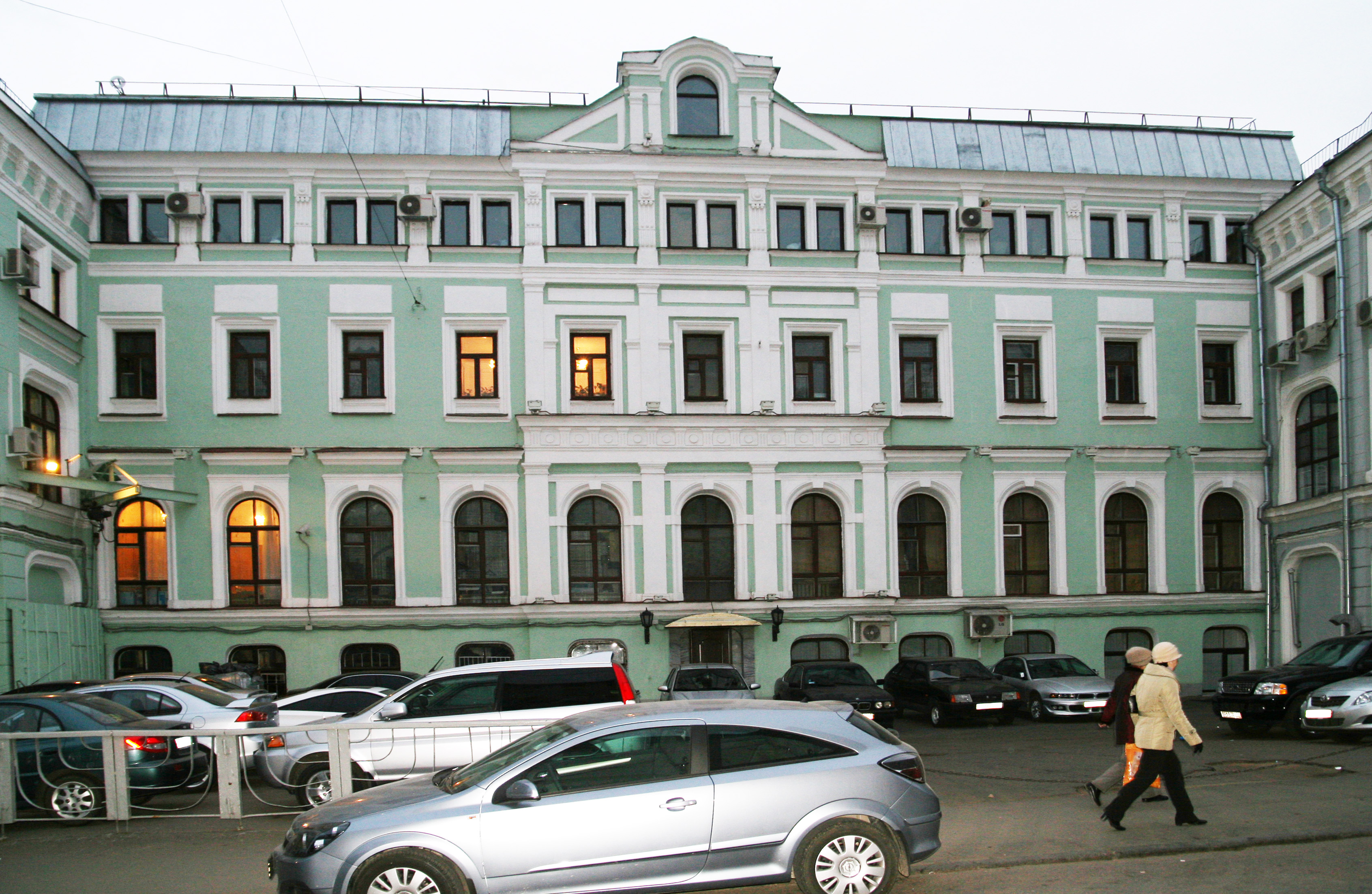
Fassade des Solodownikow-Theaters am Kusnezki Most

Am bekanntesten wurde Solodownikow als Förderer der Künste. Er besaß das größte Privattheater in Moskau, das jedoch nicht bespielt wurde. 1893 beantragte er die Baugenehmigung für ein großes Theater mit Konzertsaal an der Moskauer Uliza Bolschaja Dmitrowka für die Aufführung von Theaterstücken und Balletten. Das Theater für 3100 Besucher wurde 1894 innerhalb von 8 Monaten fertiggestellt. Allerdings verweigerte die staatliche Kommission die Abnahme wegen unzureichender Inneneinrichtung, fehlender Fluchttreppen und Notausgänge und zu enger Zufahrt. Der für die nun noch nicht mögliche Eröffnung bereits engagierte Theatertruppe und dem Personal verweigerte er die Bezahlung. Mit Hilfe des Schauspielers und Regisseurs Michail Lentowski gelang nach baulichen Veränderungen die Eröffnung im Dezember 1895. Bald wurde das Theater von der Mamontow-Privatoper benutzt, und Fjodor Schaljapin hatte hier seinen ersten Auftritt in Moskau. 1904–1917 beherbergte das Gebäude die Privatoper Sergei Simins. Nach der Oktoberrevolution wurde es eine Filiale des Bolschoi-Theaters. Seit 1961 ist es das Moskauer Operettentheater.
1895 war Solodownikow der erste Einzahler für den Bau des Großen Saales des Moskauer Konservatoriums. Mit seinen 200.000 Rubeln wurde die prächtige Marmortreppe gebaut. In dieser Zeit wollte Solodownikow in den Adel aufgenommen werden, indem er wie üblich etwas Nützliches für die Stadt machte und diese dann eine entsprechende Petition einreichte. Auf seine Anfrage stellte die Stadt fest, dass eigentlich genügend Einrichtungen vorhanden seien und nur noch ein Krankenhaus für Geschlechtskrankheiten fehle. Da die von ihm zu stiftende Einrichtung Krankenhaus für Geschlechtskrankheiten des Kaufmanns Solodownikow heißen würde, lehnte er dieses ab. Drei weitere Versuche hatten das gleiche Ergebnis. Schließlich nahm er das Angebot an und errichtete das Krankenhaus für Geschlechtskrankheiten. Auf seine Bitte wurde auf seinen Namen im Namen des Krankenhauses verzichtet. Sein Name wurde dann in der Tat in das Adligenbuch eingetragen.
Solodownikow starb nach längerer Krankheit. Sein Vermögen betrug 21 Millionen Rubel. In seinem sehr detaillierten Testament verteilte er davon 1 Million an seine Verwandten und weitere Personen. Die größte Summe von 300.000 Rubel erhielt sein ältester Sohn und Testamentsvollstrecker Pjotr, der Mitglied des Direktorenrats der Nischni Nowgorod-Samaraer Agrarbank war. Der jüngste Sohn Praporschtschik Andrei erhielt nur die Kleidung und Wäsche des Verstorbenen, weil er sich geweigert hatte, Kaufmann zu werden. Von den übrigen 20 Millionen Rubel war ein Drittel bestimmt für den Bau von Landfrauenschulen in den Gouvernements Twer, Archangelsk, Wologda und Wjatka. Das zweite Drittel war bestimmt für den Bau einer Berufsschule in der Ujesd Serpuchow für Kinder aus allen Gesellschaftsschichten und dazu für den Bau und den Unterhalt eines Heims für Kinder ohne Angehörige. Das dritte Drittel war bestimmt für den Bau von Häusern mit billigen Wohnungen für arme Einzelpersonen und Familien aus der Arbeiterklasse. 1909 wurde das erste Haus mit 1152 eingerichteten Wohnungen für Einzelpersonen eröffnet und zwei Tage später das erste Haus mit 183 Einzimmerwohnungen für Familien mit Kinderkrippe und Kindergarten. Jedes Haus hatte einen Laden, Kantine, Badehaus, Wäscherei, Bibliothek, elektrisches Licht und einen Aufzug. Die wöchentliche Miete entsprach dem durchschnittlichen Tageslohn eines Arbeiters. Nach der Oktoberrevolution wurde alles verstaatlicht. Die persönlichen Archivalien Solodownikows befinden sich im Moskauer Staatlichen Historischen Museum. Die öffentliche Stiftung Der Handel des neuen Jahrtausends vergibt seit 2001 den jährlichen Solodownikow-Preis für herausragende Unternehmer.